# Кортик (фільм, 1954)
«Кортик» (рос. «Кортик») — російський радянський художній фільм за повістю Анатолія Рибакова «Кортик». Знятий у 1954 році на кіностудії «Ленфільм» режисерами Володимиром Венгеровим, Михайлом Швейцером.

## Сюжет
У невеликому провінційному містечку Ревську в роки Громадянської війни у дідуся з бабусею живе хлопчик з Москви Мишко. Якось він побачив, як їхній постоялець — комісар Полєвой — ховає кортик. На місто нападає банда Никитського й захоплює в полон Полєвого. Никитський вимагає віддати кортик. Мишко допомагає комісарові бігти. Полєвой розповідає йому про таємницю кортика…

## У ролях
- Аркадій Толбузін  - комісар Польовий
- Бруно Фрейндліх  - Нікітський
- Володя Шахмаметьєв - Міша Поляков
- Боря Аракелов - Генка Петров
- Ніна Крачковська - Валя Іванова
- Герман Хованов - Свиридов
- Наталя Рашевська - Терентьєва Марія Гаврилівна
- Костянтин Адашевський - філателіст
- Сергій Філіппов - Філін

## Знімальна група
- Автор сценарію: Анатолій Рибаков
- Постановка: Володимир Венгеров, Михайло Швейцер
- Головний оператор: Веніамін Левітін
- Художники: Олексій Рудяков, Олексій Федотов
- Оператор комбінованих зйомок: Георгій Шуркін